# Scatella brunnea
Scatella brunnea är en tvåvingeart som beskrevs av Wirth 1957. Scatella brunnea ingår i släktet Scatella och familjen vattenflugor. Inga underarter finns listade i Catalogue of Life.